# Middleton (Idaho)
Middleton es una ciudad ubicada en el condado de Canyon en el estado estadounidense de Idaho. En el Censo de 2010 tenía una población de 5524 habitantes y una densidad poblacional de 374,18 personas por km².

## Geografía
Middleton se encuentra ubicada en las coordenadas 43°42′45″N 116°36′53″O / 43.71250, -116.61472. Según la Oficina del Censo de los Estados Unidos, Middleton tiene una superficie total de 14.76 km², de la cual 14.65 km² corresponden a tierra firme y (0.79%) 0.12 km² es agua.

## Demografía
Según el censo de 2010, había 5524 personas residiendo en Middleton. La densidad de población era de 374,18 hab./km². De los 5524 habitantes, Middleton estaba compuesto por el 0.09% blancos, el 0.27% eran afroamericanos, el 0.62% eran amerindios, el 0.51% eran asiáticos, el 0.11% eran isleños del Pacífico, el 3.26% eran de otras razas y el 2.79% pertenecían a dos o más razas. Del total de la población el 10.03% eran hispanos o latinos de cualquier raza.